# Championnat d'Autriche de hockey sur glace 1999-2000
Saison précédente Saison suivante
Le championnat 1999-2000 de hockey sur glace d'Autriche a été remporté par l'EC KAC. La saison régulière est raccourcie en raison de la participation des équipes à l'Interliga.

## Saison régulière
Classement
| Place | Équipe        | PJ | V | D (DP) | Diff. | Pts |
| ----- | ------------- | -- | - | ------ | ----- | --- |
| 1er   | EC VSV        | 6  | 6 | 0 (0)  | 35:5  | 12  |
| 2e    | EC KAC        | 6  | 3 | 3 (0)  | 24:22 | 6   |
| 3e    | Wiener EV     | 6  | 2 | 4 (1)  | 15:29 | 5   |
| 4e    | VEU Feldkirch | 6  | 1 | 5 (0)  | 11:29 | 2   |

## Séries éliminatoires
|  | Demi-finales  | Demi-finales |   |  | Finales | Finales |  |
|  |               |              |   |  |         |         |  |
|  | EC VSV        | 4            |   |  |         |         |  |
|  | VEU Feldkirch | 0            |   |  |         |         |  |
|  |               |              |   |  | EC VSV  | 1       |  |
|  |               | EC KAC       | 4 |  |         |         |  |
|  | EC KAC        | 4            |   |  |         |         |  |
|  | Wiener EV     | 1            |   |  |         |         |  |

### Demi-finales
| Série                          | Score | Match 1 | Match 2 | Match 3 | Match 4  | Match 5 |
| ------------------------------ | ----- | ------- | ------- | ------- | -------- | ------- |
| EC VSV (1) - VEU Feldkirch (4) | 4:0   | 6:5     | 6:2     | 4:1     | 4:1      |         |
| EC KAC (2) - Wiener EV (3)     | 4:1   | 5:1     | 6:2     | 7:0     | 5:6 a.p. | 6:4     |

### Finale
| Série                   | Score | Match 1 | Match 2   | Match 3 | Match 4 | Match 5 |
| ----------------------- | ----- | ------- | --------- | ------- | ------- | ------- |
| EC VSV (1) - EC KAC (2) | 1:4   | 1:2     | 3:4 t.a.b | 3:1     | 2:5     | 2:4     |

## Classement
1. EC KAC
2. EC VSV
3. Wiener EV
4. VEU Feldkirch

## Effectif vainqueur
| Champions d'Autriche EC KAC | Gardiens de but : Michael Suttnig, Gert Prohaska Défenseurs : Christer Olsson, Jan Mertzig, Darcy Martini, Roger Öhman, Thomas Pöck, Christian Sintschnig, Marc Brabant, Alexander Mellitzer, Jens Felix Kraiger, Johannes Reichel Attaquants : Stefan Nilsson, Gerald Ressmann, David Emma, Christian Perthaler, Dieter Kalt, Christoph Brandner, Patrick Pilloni, Mario Schaden, Christoph König, Gregor Hager, Thomas Koch, Thomas Eichberger Entraîneur : Lars Bergström |